# Chrysozephyrus hisamatsusanus
Chrysozephyrus hisamatsusanus (лат.) — вид дневных бабочек из семейства голубянок (Lycaenidae).

## Описание
Длина переднего крыла 16—19 мм. Верхняя сторона крыльев самцов блестящего зелёного цвета с голубоватым оттенком. Тёмная кайма на обоих крыльях широкая, особенно развита на задних крыльях. Задние крылья с коротким хвостиком. Верхняя сторона крыльев самки тёмно-коричневая, коричневая или черновато-бурая. На переднем крыле самки имеется изменчивый рисунок из крупных голубых и мелких оранжевых пятен. Передние крыло снизу с двумя чёрными пятнами между постдискальной полосой и краем.

## Ареал
Япония (острова Хонсю, Сикоку, Кюсю).

## Биология
За год развивается одно поколение. Кормовые растения гусениц — различные виды дубов (Quercus).